# (33577) 1999 JX33
1999 JX33 (asteroide 33577) é um asteroide da cintura principal. Possui uma excentricidade de 0.17702570 e uma inclinação de 10.30829º.
Este asteroide foi descoberto no dia 10 de maio de 1999 por LINEAR em Socorro.